# 比托姆
比托姆（波蘭語：Bytom）是波兰南部城市，原本属于卡托维兹省（1975-98年），1999年开始屬于西里西亚省。

## 历史
比托姆是上西里西亚古老城市之一，在1136年时称为 Bitom ，在1450年时则称为 Beuthen，中文譯為博伊滕。1254年，该地正式成为城市，并且因处于战略交界而兴盛。1259年，它被蒙古军队抢掠。
该市控制权多次易手。最初，它属于波兰王国（1138-1320年），在1281至1355年成为斯拉夫公国的首都。1289年，则由波希米亚王国统治。其后，德意志人逐渐移居到该市，使之德国化，得到 Beuthen的称呼。1526年，它成为奥地利哈布斯堡王朝的领地，德裔居民渐渐增加。1742年，普鲁士王国统治该地；随着德国在1871年统一，比托姆归于德意志帝国统治。1945年，根据波茨坦会议的决定，该市重归波兰统治。当地德裔居民被波兰和苏联军队驱逐。

## 现况
比托姆现在是典型的后工业社会。大部分煤矿已经关闭；钢铁业也逐渐衰退。该市现正争取转型，过渡为以服务业为主的经济。

## 友好城市
- 捷克 弗塞廷
- 德国 雷克林豪森
- 美国 比尤特
- 乌克兰 德羅霍貝奇
- 乌克兰 日托米爾
- 斯洛維尼亞 奧爾莫日

來源：